# Wan Gang
Dans ce nom chinois, le nom de famille, Wan, précède le nom personnel.
Wan Gang (en chinois traditionnel : 萬鋼), né le 1er août 1952  à Shanghai est une personnalité politique de la République populaire de Chine. 
Membre du Parti chinois pour l'intérêt public (en), il est ministre de la Science et de la Technologie de 2007 à 2018.

## Biographie
Wan Gang a étudié le génie mécanique à l’Université Tongji de Shanghaï et y a enseigné les mathématiques et la mécanique de 1981 à 1984. En 1985, il s'est inscrit à l'Université de technologie de Clausthal pour y étudier l'automatique, et a obtenu son diplôme en 1990. Il a ensuite travaillé à la direction des recherches de la firme Audi de 1991 à 1999. Il décide en 2000 de rentrer en Chine. Il crée un institut de recherche consacré aux piles à combustible à l'Université Tongji. Entre juillet 2004 et août 2007, il exerce les fonctions de président de l'université,.